# Peter Milligan
Pour les articles homonymes, voir Milligan.
Œuvres principales
Hellblazer
X-Force
Enigma
Compléments
http://www.petermilligan.co.uk/home.html
Peter Milligan, né le 24 juin 1961, est un auteur de bande dessinée britannique.

## Biographie

### Débuts
Peter Milligan commence sa carrière de scénariste de comics chez 2000 A.D. au début des années 1980. En 1986, il a droit à sa première série, Bad Company, avec les artistes Brett Ewins et Brendan McCarthy. Bad Company est une histoire de science-fiction qui lui permet d'obtenir un peu de popularité.
Peter Milligan, Brett Ewins et Brendan McCarthy travaillent sur Strange Days pour Eclipse Comics. Ils réalisent trois numéros de ce comics surréaliste. Les ventes ne sont pas impressionnantes, mais le public est fidélisé.
En 1989, Peter Milligan oscille entre les comics conventionnels, tel Bad Company, et des travaux plus surréalistes pour 2000 A.D. tel que Hewligan's Haircut avec Jamie Hewlett. La même année, son premier travail chez DC Comics est publié. Skreemer est une mini série de six numéros avec des dessins de Brett Ewins, elle passe inaperçue au milieu de l'invasion britannique des comics américains. Il s'agit d'une histoire sombre de gangster sur fond de science-fiction, la critique est bonne, mais les ventes ne suivent pas. Malgré cela, Peter Milligan se fait une place chez DC comics et commence à devenir un collaborateur régulier. En parallèle, il continue d'avoir une production plus personnelle chez 2000 A.D.

### Années 1990
En 1990, Peter Milligan prévoit de réaliser Skin avec Brendan McCarthy, pour Crisis, mais le sujet de controverse abordé par le comics (l'histoire d'une jeune skinhead sous thalidomide dans les années 1970 à Londres) ainsi que le langage utilisé effraie l'éditeur qui refuse de l'imprimer. L'histoire est restée dans les limbes de la bande dessinée avant d'être finalement publiée comme un roman graphique chez Tundra sans qu'il y ait de controverse. Cela reste un des travaux les plus estimés et acclamés de Peter Milligan. La même année, DC Comics demande à Peter Milligan de revamper Shade, the Changing Man en collaboration avec Chris Bachalo au dessin, un personnage créé par Steve Ditko. Ce passage est considéré comme sa plus longue intervention dans une série américaine, il marque la fin de la première vague d'invasion britannique dans les comics. Il a adapté le personnage, a remis à jour bon nombre de concepts de Steve Ditko et apporté ses propres idées pour faire un des titres les plus bizarres publiés chez DC.
En 1991, il remplace Grant Morrison sur Animal Man durant six épisodes. La même année, il devient le scénariste de Batman pour Detective Comics. C'est durant une des réunions des scénaristes de Batman que Peter Milligan a proposé l'idée de ce qui allait devenir Knightfall, un crossover entre tous les titres de Batman. Il ne participe cependant pas à sa réalisation car son aventure sur Detective Comics s'arrête juste avant.
En 1993, à partir du numéro 33, Shade passe sous le label Vertigo, c'est un de ses premiers travaux dans cette collection. Les ventes sont bonnes, mais la série est arrêtée au numéro 70. Depuis, une nouvelle histoire a été publiée en 2003 pour les dix ans de Vertigo. Pour le même éditeur, Peter Milligan créé, avec Duncan Fegredo, la série Enigma acclamée par le public. Elle traite entre autres de la vie d'un super héros gay. Rapidement, il enchaîne sur une autre série, The Extremist, dessinée par Ted McKeever. Ces deux séries s'attaquent à des sujets tabous pour un éditeur généraliste, mais ont été applaudies pour leur manière d'attaquer le sujet.
En 1995, toujours chez Vertigo, il réalise une mini série de Tank Girl avec son créateur Jamie Hewlett afin de promouvoir la sortie du film du même nom.
En 1999, Peter Milligan achève la décennie avec une mini série de quatre épisodes, Human Target : La Cible, considérée comme son travail le plus conventionnel chez DC. Sa popularité lui a attiré le regard de beaucoup de gens qui ne connaissaient pas sa production.

### Années 2000 et 2010
En 2001, Joe Quesada le nouveau rédacteur en chef de Marvel Comics revampe sa ligne X-Men, X-Force est attribué à Peter Milligan à partir du numéro 116. Dès le départ, le style emphatique du super héros américain de Rob Liefeld est mis de côté, la série est traitée avec un ton beaucoup plus satirique. Peter Milligan et son dessinateur Mike Allred remplacent les traditionnels noms de code des super héros par des noms beaucoup plus commerciaux, qui font penser à des noms de marques. L'équipe est composée entre autres de The Orphan, the Anarchist, U-Go Girl, Phat, Vivisector, Venus Dee Milo, Dead Girl et Doop. Les fans ont vivement critiqué ces changements, beaucoup ont réclamé le retour de "leur" X-Force, un commentaire que Peter Milligan allait tourner en dérision, quelque temps plus tard, dans la série. Malgré les critiques, le titre s'est bien vendu  et a même reçu un bon accueil en Europe.
En 2003, l'époque Milligan a été acclamée pour son point de vue original sur le genre du super héros. Cependant la série X-Force s'est arrêtée avec le numéro 129 pour renaître le mois suivant comme X-Statix, toujours avec Mike Allred aux dessins. C'est sur la période X-Statix que la controverse a été la plus forte, lorsque Peter Milligan a envisagé un cycle dans lequel la princesse Diana reviendrait à la vie en tant que membre de l'équipe X-Statix. La nouvelle s'est rapidement répandue, surtout dans les tabloïds britanniques qui ont rejeté l'idée avec force. Finalement le personnage de Diana a été modifié ainsi que toutes les références à la famille royale britannique. Malgré cela, la série a été arrêtée au numéro 26, même si quelques recueils ont été édités.
En 2005, Peter Milligan prend les rênes de la série X-Men avec Salvador Larroca aux dessins jusqu'à mi-2006. Il écrit aussi les scénarios pour Human Target chez Vertigo.
En 2006, pour Marvel, Peter Milligan a écrit une mini série de cinq épisodes : X-Statix Presents: Dead Girl, toujours en duo avec Mike Allred aux dessins. En 2007, il travaille sur le Batman Annual n°26 qui fait partie du crossover La Résurrection de Ra's al Ghul.
À la fin de 2008, il est nommé scénariste sur la série Hellblazer de Vertigo. Il continua son travail chez cet éditeur en écrivant la série Greek Street de 2009 à 2010.
À la suite du nouveau relaunch de DC Comics en 2011, il devient le scénariste de la série Red Lanterns, qui débute en septembre 2011,. Il écrivit Justice League Dark, un spin-off de la franchise de la Justice League, et qui met en vedette John Constantine et Shade, the Changing Man. Après le numéro 8 (juin 2012), il passe à la série Stormwatch à partir du numéro 9 (juillet 2012).

### Années 2010 à 2020
Depuis 2010, de nombreux ouvrages de Peter Milligan sont traduits en français, comme ses séries X-Men et Hit-Girl. Il publie aussi d'autres récits comme The Discipline en 2016 qui est traduit en français en 2018. Le scénariste publie également un one-shot, X-Statix en 2019 qui est basé sur sa série éponyme précédemment éditée. En 2020, il reprend les rênes de la série Batman.

### Depuis 2020
En 2024, Peter Milligan publie Pyrate Queen chez Bliss Éditions.